# Eerste klasse 1991-92 (voetbal België)
Het seizoen 1991/92 van de Belgische Eerste Klasse ging van start in de zomer van 1991 en eindigde in de lente van 1992. Club Brugge werd landskampioen.

## Gepromoveerde teams
Deze teams waren gepromoveerd uit de Tweede Klasse voor de start van het seizoen:
- KSK Beveren (kampioen in Tweede)
- KSC Eendracht Aalst (eindrondewinnaar)

## Degraderende teams
Deze teams degradeerden naar Tweede Klasse op het eind van het seizoen:
- KV Kortrijk
- KSC Eendracht Aalst

## Titelstrijd
Club Brugge werd landskampioen met een voorsprong van vier punten op de tweede, RSC Anderlecht.

## Europese strijd
Club Brugge was als landskampioen geplaatst voor de Champions League van het volgend seizoen. De tweede, derde en vierde, respectievelijk RSC Anderlecht, Standard Luik en KV Mechelen, plaatsten zich voor UEFA Cup. Antwerp FC greep als vijfde naast deze Europese plaatsen, maar won de Beker van België en plaatste zich zo voor de Europese Beker voor Bekerwinnaars.

## Degradatiestrijd
KV Kortrijk en KSC Eendracht Aalst eindigden afgetekend als laatste en zakten naar Tweede Klasse.

## Eindstand
|         |    |                      | P  | W  | G  | V  | +  | -  | DS  | Ptn |
| ------- | -- | -------------------- | -- | -- | -- | -- | -- | -- | --- | --- |
| K (CL)  | 1  | Club Brugge          | 34 | 21 | 11 | 2  | 68 | 29 | 39  | 53  |
| (UEFA)  | 2  | RSC Anderlecht       | 34 | 21 | 7  | 6  | 65 | 26 | 39  | 49  |
| (UEFA)  | 3  | R. Standard de Liège | 34 | 16 | 14 | 4  | 59 | 28 | 31  | 46  |
| (UEFA)  | 4  | KV Mechelen          | 34 | 15 | 13 | 6  | 47 | 23 | 24  | 43  |
| (beker) | 5  | Antwerp FC           | 34 | 18 | 5  | 11 | 47 | 39 | 8   | 41  |
|         | 6  | KAA Gent             | 34 | 16 | 9  | 9  | 54 | 44 | 10  | 41  |
|         | 7  | Lierse SK            | 34 | 14 | 9  | 11 | 53 | 50 | 3   | 37  |
|         | 8  | Germinal Ekeren      | 34 | 13 | 11 | 10 | 55 | 45 | 10  | 37  |
|         | 9  | Cercle Brugge        | 34 | 10 | 14 | 10 | 57 | 57 | 0   | 34  |
|         | 10 | KSV Waregem          | 34 | 11 | 8  | 15 | 47 | 55 | −8  | 30  |
|         | 11 | RWDM                 | 34 | 11 | 7  | 16 | 37 | 48 | −11 | 29  |
|         | 12 | KSK Beveren          | 34 | 9  | 11 | 14 | 42 | 52 | −10 | 29  |
|         | 13 | R. Charleroi SC      | 34 | 9  | 9  | 16 | 32 | 43 | −11 | 27  |
|         | 14 | KSC Lokeren          | 34 | 8  | 11 | 15 | 38 | 51 | −13 | 27  |
|         | 15 | Club Liégeois        | 34 | 7  | 13 | 14 | 33 | 47 | −14 | 27  |
|         | 16 | KRC Genk             | 34 | 8  | 10 | 16 | 32 | 44 | −12 | 26  |
| D       | 17 | KV Kortrijk          | 34 | 5  | 10 | 19 | 31 | 72 | −41 | 20  |
| D       | 18 | Eendracht Aalst      | 34 | 4  | 8  | 22 | 18 | 62 | −44 | 16  |

P: wedstrijden gespeeld, W: wedstrijden gewonnen, G: gelijke spelen, V: wedstrijden verloren, +: gescoorde doelpunten, -: doelpunten tegen, DS: doelsaldo, Ptn: totaal punten
K: kampioen, D: degradeert, (beker): bekerwinnaar, (CL): geplaatst voor Champions League, (UEFA): geplaatst voor UEFA-beker

## Topscorers
De Kroaat Josip Weber van Cercle Brugge werd topschutter met 26 doelpunten.
1895/96 · 1896/97 · 1897/98 · 1898/99 · 1899/00 · 1900/01 · 1901/02 · 1902/03 · 1903/04 · 1904/05 · 1905/06 · 1906/07 · 1907/08 · 1908/09 · 1909/10 · 1910/11 · 1911/12 · 1912/13 · 1913/14 · 1914/15 · 1915/16 · 1916/17 · 1917/18 · 1918/19 · 
1919/20 · 1920/21 · 1921/22 · 1922/23 · 1923/24 · 1924/25 · 1925/26 · 1926/27 · 1927/28 · 1928/29 · 1929/30 · 1930/31 · 1931/32 · 1932/33 · 1933/34 · 1934/35 · 1935/36 · 1936/37 · 1937/38 · 1938/39 · 1939/40 · 1940/41 · 1941/42 · 1942/43 · 1943/44 · 1944/45 · 1945/46 · 1946/47 · 1947/48 · 1948/49 · 1949/50 · 1950/51 · 1951/52 · 1952/53 · 1953/54 · 1954/55 · 1955/56 · 1956/57 · 1957/58 · 1958/59 · 1959/60 · 1960/61 · 1961/62 · 1962/63 · 1963/64 · 1964/65 · 1965/66 · 1966/67 · 1967/68 · 1968/69 · 1969/70 · 1970/71 · 1971/72 · 1972/73 · 1973/74 · 1974/75 · 1975/76 · 1976/77 · 1977/78 · 1978/79 · 1979/80 · 1980/81 · 1981/82 · 1982/83 · 1983/84 · 1984/85 · 1985/86 · 1986/87 · 1987/88 · 1988/89 · 1989/90 · 1990/91 · 1991/92 · 1992/93 · 1993/94 · 1994/95 · 1995/96 · 1996/97 · 1997/98 · 1998/99 · 1999/00 · 2000/01 · 2001/02 · 2002/03 · 2003/04 · 2004/05 · 2005/06 · 2006/07 · 2007/08 · 2008/09 · 2009/10 · 2010/11 · 2011/12 · 2012/13 · 2013/14 · 2014/15 · 2015/16 · 2016/17 · 2017/18 · 2018/19 · 2019/20 · 2020/21· 2021/22 · 2022/23 · 2023/24 · 2024/25